# CS-22
La autovía CS-22 es el acceso directo al Puerto de Castellón desde la N-340. Para un mejor acceso a la zona este de la ciudad de Castellón, también hace la función de circunvalación.

## Nomenclatura

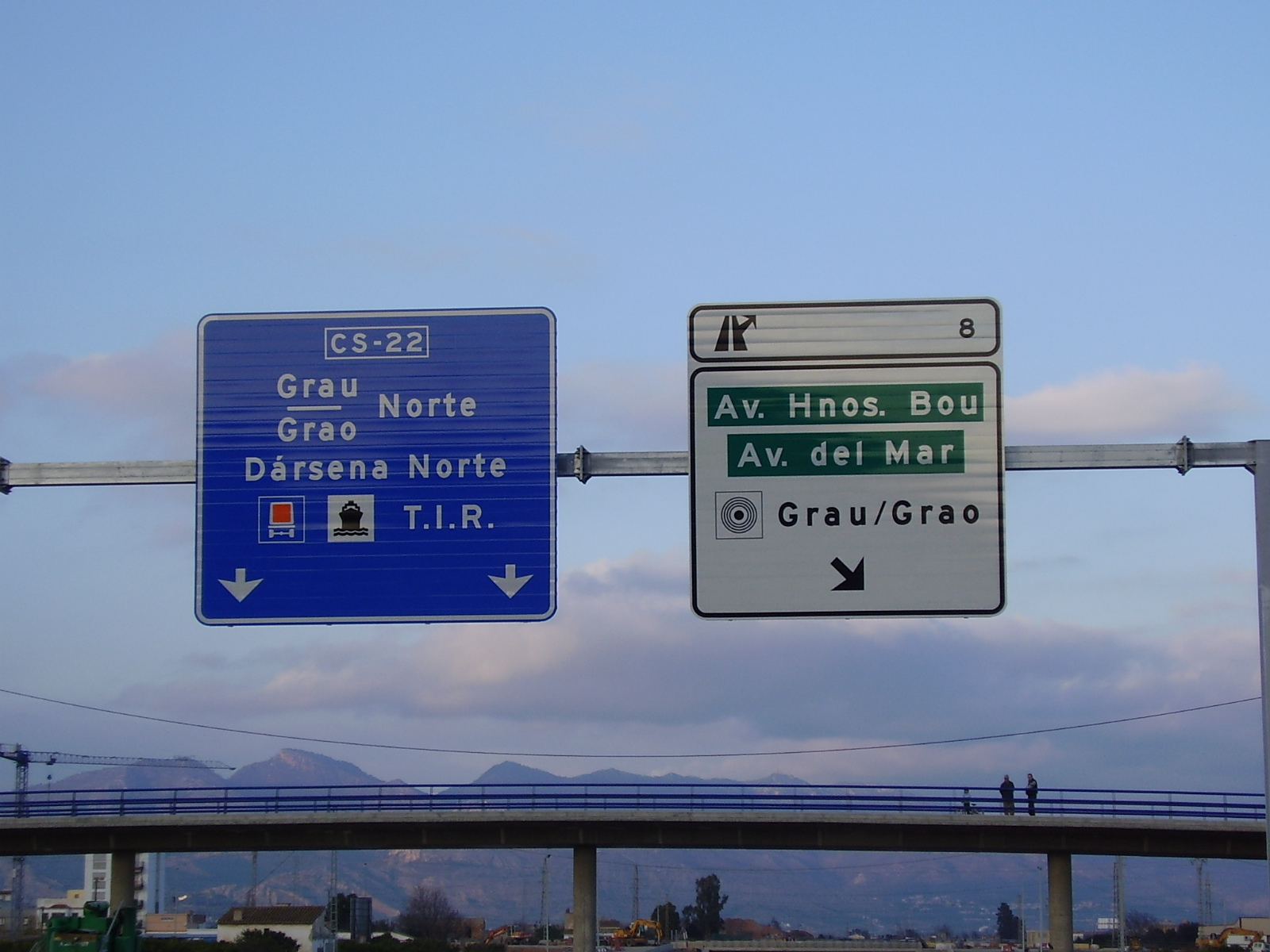
La CS-22 en la salida de la Av. Hnos. Bou

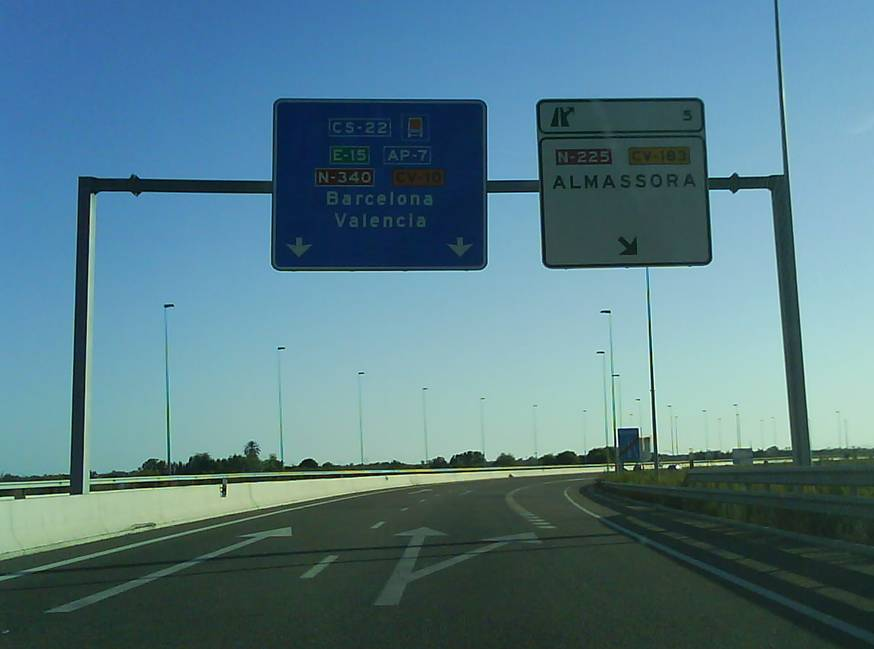
CS-22 a la altura de la salida a Almazora

La CS-22 es el resultado del desdoblamiento de la N-225 (tramo N-340 - Grao de Castellón). Su nomenclatura está formada por las letras CS refiriéndose a que es una autovía urbana de Castellón, y la numeración 22, igual que algunas de las conversiones de carreteras nacionales a autovías, formada por las dos primeras cifras del nombre antiguo (N-225 > CS-22).

## Historia
Hasta su construcción, el único acceso al puerto era la N-225, pero esta es una carretera nacional de una sola calzada, estrecha y que pasa por urbanizaciones del Grao, además de atravesar el núcleo urbano de este. Esto provocó que en la década de los 80, se proyectara una vía rápida que comunicara directamente la N-340 con el Puerto de Castellón.
Fue una autovía muy larga de construir, ya que la CS-22 fue finalizada a principios de 2006, cuando esta estaba proyectada desde antes de la década de los 90; proyectada como carretera de una sola calzada que, posteriormente, sería construida como autovía.
- Primavera 2008: En todos los indicadores que caen directamente en la autovía es colcada la denominación Puerto, ya que hasta entonces solo estaba el símbolo del barco, que causaba alguna que otra confusión al no conocer su significado.

## Trazado actual
La carretera CS-22 comienza en el kilómetro 959 de la N-340, entre los términos de Castellón de la Plana y Almazora. Conecta con el Polígono Ciudad del Transporte mediante una glorieta y con la salida 1 de la autovía, dirección Castellón y Almazora - Pol. Industriales por la vía de servicio (imagen superior), ya que la autovía CS-22 transcurre los primeros kilómetros en modo trinchera, con rotondas a distinto nivel que evitan el cruce con las vías que comunican Castellón con Almazora y Villarreal.
A la altura del kilómetro 4, la autovía sale al aire y conecta mediante cruces a distinto nivel con otras carreteras como la N-225 y CV-183 dirección Almazora-Grao de Castellón, y el enlace con el Puerto Pesquero y el Pol Ind. Serrallo, mediante las salidas 5 y 7 respectivamente. La salida 8 corresponde a las avenidas Hermanos Bou y del Mar, que conectan Castellón con el Grao. La última salida es la n.º 11, ya en el Grao de Castellón que conecta con el centro urbano del distrito marítimo, con la avenida Ferrandis Salvador y el Camino Serradal.
Tras 11,5 kilómetros recorridos, la CS-22 finaliza, una vez atravesado el Grao de Castellón mediante paso subterráneo, en las aduanas del puerto.

### Puntos clave
- Tramo peligroso - Kilómetro 1 a 3 (ambos sentidos), curvas peligrosas.
- Radar localizado - Kilómetro 3 (sentido N-340), velocidad máxima: 190km/h.
- Radar localizado - Kilómetro 8 (sentido Puerto), velocidad máxima: 100km/h.

## Tramos
| Denominación | Tramo                                         | Kilómetros | Año servicio |
| ------------ | --------------------------------------------- | ---------- | ------------ |
| CS-22        | N-340 Castellón - Grao Puerto (dársena norte) | 11,5       | 2006         |

## Recorrido
| Velocidad | Esquema | Salida | Sentido Puerto (descendente) | Sentido N-340 (ascendente) | Notas |
| --------- | ------- | ------ | --- | --- | ----- |
|           |         |        | | N-340 Valencia - Barcelona CV-10 AP-7 E-15                                                                                             |       |
|           |         |        | pol. Ciudad del Transporte pol. ind. La Plana                                                                                          | |       |
|           |         |        | CS-22 Acceso sur al Puerto de Castellón                                                                                                | |       |
|           |         | 1      | Av. Valencia Av. E. Gimeno Av. Almazora Castellón - rondas otras direcciones CV-18 Almazora N-340a Villarreal - polígonos industriales | |       |
|           |         |        | Lourdes (270 m.) | |       |
|           |         | 3      | | Av. Valencia Av. E. Gimeno Av. Almazora Castellón - rondas otras direcciones CV-18 Almazora N-340a Villarreal - polígonos industriales |       |
|           |         | 6      | CV-183 Almazora N-225 Grao sur | CV-183 Almazora |       |
|           |         | 7      | puerto pesquero - dársena sur - PortSur pol. ind. El Serrallo Z.A.L. Parque Castellón                                                  | puerto pesquero - dársena sur - PortSur pol. ind. El Serrallo Z.A.L. Parque Castellón                                                  |       |
|           |         | 8      | Av. Hermanos Bou Av. del Mar Castellón Grao                                                                                            | |       |
|           |         | 9      | | Av. Hermanos Bou Av. del Mar Castellón Grao                                                                                            |       |
|           |         |        | Posibles retenciones a la altura del kilómetro 10                                                                                      | |       |
|           |         |        | | CS-22 Acceso sur al Puerto de Castellón                                                                                                |       |
|           |         | 11     | Av. F. Salvador Cº Serradal Grao norte - Benicasim Puerto-Zona administrativa                                                          | |       |
|           |         |        | Puerto (477 m.) | |       |
|           |         |        | Grao Benicasim resto direcciones | Av. F. Salvador Cº Serradal Grao norte - Benicasim Puerto-Zona administrativa                                                          |       |
|           |         |        | Aduana de acceso al Puerto de Castellón Excepto Autorizados                                                                            | Salida del Puerto de Castellón |       |
|           |         |        | PortCastelló | |       |

## Proyectos relacionados con la CS-22

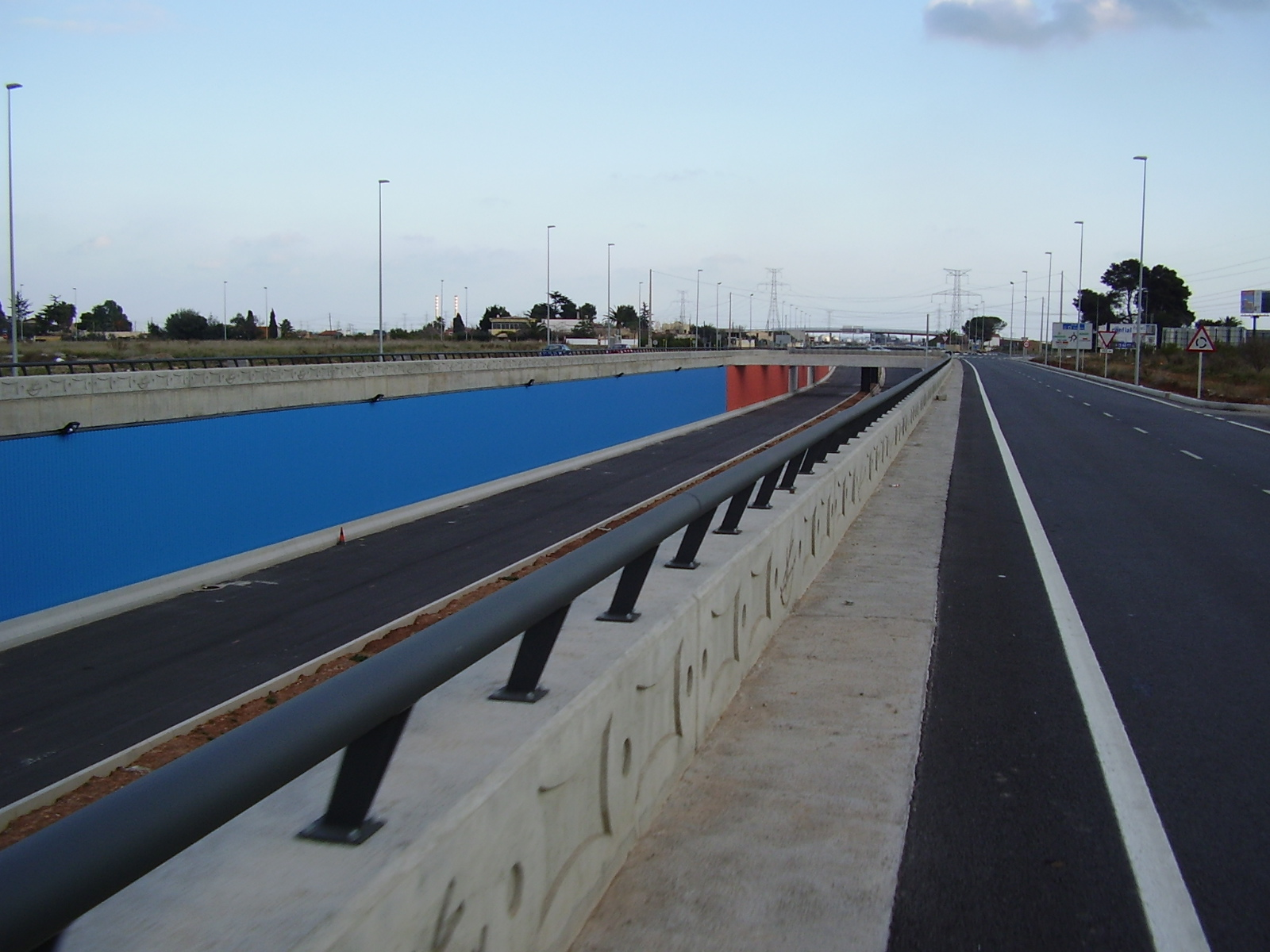
Tramo de la autovía que transcurre en modo trinchera; a la derecha, la vía de servicio.

- La autovía del puerto es una muy buena infraestructura, pero tiene un problema: solo conecta con la N-340, y no con la CV-10 (actual eje vertebrador de la provincia), ya que cuando se planificó la autovía del puerto, la CV-10 solo era un río de carreteras comarcales que nada tenían que ver con la CS-22. Así que, ahora hay que enlazar la autovía del puerto con la de la Plana.
- Existe un proyecto de construcción de un enlace norte a esta autovía (proyecto cuya redacción se realizó a principios del 2008), que conectaría la N-340 a la altura de la Magdalena con la CS-22 en su enlace con la Avenida del Mar, y así cerrar el arco de circunvalación al este de la ciudad.